# Andrew Hogg
Andrew James Hogg, né le 2 mars 1985 à Kingston upon Thames au Royaume-Uni, est un footballeur international maltais évoluant au poste de gardien de but.

## Biographie

### En club
Avec le club maltais du Valletta FC, il joue six matchs en Ligue des champions, et six matchs en Ligue Europa.

### En équipe nationale
Andrew Hogg reçoit 51 sélections avec l'équipe de Malte entre 2006 et 2015 (44 étant reconnues par la FIFA).
Il joue son premier match en équipe nationale le 15 novembre 2006, en amical contre la Lituanie (défaite 1-4).
Il participe avec cette équipe aux éliminatoires du mondial 2010, aux éliminatoires du mondial 2014, aux éliminatoires de l'Euro 2012, et enfin aux éliminatoires de l'Euro 2016.

## Palmarès
Valletta FC
- Champion de Malte en 2008, 2011 et 2012.
- Vainqueur de la Coupe de Malte en 2010.
- Vainqueur de la Supercoupe de Malte en 2010 et 2011.

 Hibernians FC
- Champion de Malte en 2017.